# Isaac Wayne
Isaac Wayne (* 1772 bei Paoli, Province of Pennsylvania; † 25. Oktober 1852 im Chester County, Pennsylvania) war ein US-amerikanischer Politiker. Zwischen 1823 und 1825 vertrat er den Bundesstaat Pennsylvania im US-Repräsentantenhaus.

## Werdegang
Isaac Wayne war der Sohn von General Anthony Wayne (1745–1796), der als Vertreter Georgias ebenfalls dem Kongress angehörte. Er besuchte die öffentlichen Schulen seiner Heimat und studierte danach am Dickinson College in Carlisle. Nach einem anschließenden Jurastudium und seiner 1795 erfolgten Zulassung als Rechtsanwalt begann er im Chester County in diesem Beruf zu arbeiten. Gleichzeitig schlug er als Mitglied der Föderalistischen Partei eine politische Laufbahn ein. Zwischen 1799 und 1801 sowie nochmals im Jahr 1806 war er Abgeordneter im Repräsentantenhaus von Pennsylvania; im Jahr 1810 gehörte er dem Staatssenat an. Während des Britisch-Amerikanischen Krieges stellte er eine Kavallerieeinheit zusammen, die er zeitweise selbst kommandierte. Danach wurde er Oberst in einem Infanterieregiment aus Pennsylvania. 1814 kandidierte er erfolglos als Föderalist für das Amt des Gouverneurs. Nach der Auflösung seiner Partei wurde er Anhänger des späteren Präsidenten Andrew Jackson.
Bei den Kongresswahlen des Jahres 1822 wurde Wayne im vierten Wahlbezirk von Pennsylvania in das US-Repräsentantenhaus in Washington, D.C. gewählt, wo er am 4. März 1823 die Nachfolge von James S. Mitchell antrat. Bis zum 3. März 1825 konnte er eine Legislaturperiode im Kongress absolvieren. Nach seiner Zeit im US-Repräsentantenhaus betätigte sich Isaac Wayne in der Landwirtschaft. Er starb am 25. Oktober 1852 im Chester County.